# Ladronzuela
Ladronzuela é uma telenovela mexicana, produzida pela Televisa e exibida em 1978 pelo El Canal de las Estrellas.

## Elenco
- Juan Ferrara
- Lili Inclán
- Patricia Mayer